# Junges Freiburg

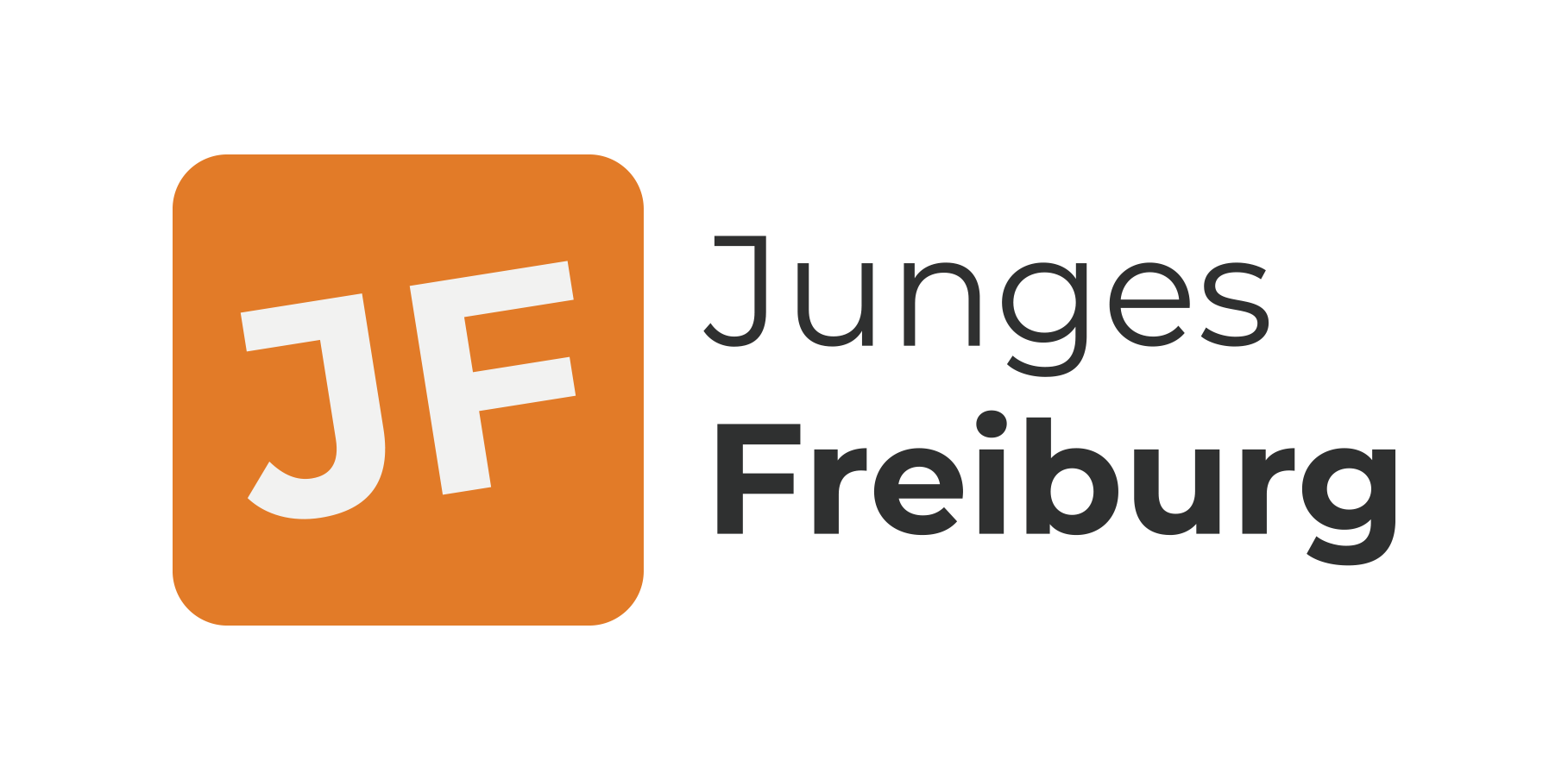
Logo von Junges Freiburg

Junges Freiburg ist eine als Verein eingetragene kommunale Wählervereinigung in Freiburg im Breisgau. Sie besteht aus jungen Menschen, die sich unabhängig von einer „Mutterpartei“ politisch engagieren.

## Geschichte
1999 trat Junges Freiburg erstmals bei der Gemeinderatswahl an und erlangte mit 3,8 Prozent der Stimmen zwei Sitze (Claudia Herbstritt und zunächst Sven Greschbach, ab 2002 Florian Braune). 2004 bekam Junges Freiburg 4,1 Prozent und erneut zwei Sitze (Florian Braune und Sebastian Müller). Bei der Gemeinderatswahl im Juni 2009 verlor Junges Freiburg bei einem Ergebnis von 3,2 Prozent 0,9 Prozentpunkte der Stimmen und war seitdem mit der Stadträtin Simone Ariane Pflaum im Rathaus vertreten. Nach der Auflösung der Wählervereinigung 2012 und dem Rücktritt von Simone Ariane Pflaum zog Sebastian Müller wieder in den Gemeinderat ein. Junges Freiburg und Bündnis 90/Die Grünen bildeten nach den Wahlen 1999, 2004 und 2009 jeweils eine Fraktionsgemeinschaft. Im Jahr 2013 gründete sich Junges Freiburg wieder. Bei den Wahlen im Jahr 2014 errang Junges Freiburg zwei Mandate und Lukas Mörchen und Sergio Schmidt wurden die neuen Stadträte. Sie gingen mit den Stadträten von Grüne Alternative Freiburg und Die Partei (jeweils 1 errungenes Mandat) die Fraktionsgemeinschaft „JPG“ ein.
Bei der Gemeinderatswahl 2019 erhielt Junges Freiburg 3,8 % der Stimmen, was zwei Mandaten entspricht. Sergio Schmidt und Simon Sumbert zogen somit in den Freiburger Gemeinderat ein. Junges Freiburg schloss sich mit Die Partei und den beiden neu im Gemeinderat eingezogenen Listen Urbanes Freiburg und Liste Teilhabe und Inklusion zur fünfköpfigen Fraktionsgemeinschaft JUPI zusammen. Im Juni 2023 wechselte Simon Sumbert zur Fraktion der Grünen an und wurde bald darauf deren Fraktionsvorsitzender.
Bei den Wahlen am 9. Juni 2024 erzielte Junges Freiburg 3,3 % der Stimmen und erhielt mit Sophia Kilian und Julian Schreck zwei Sitze. Junges Freiburg schloss sich mit Die Partei, der Liste Urbanes Freiburg und der mit zwei Sitzen neu im Gemeinderat eingezogenen Partei Volt zur sechsköpfigen Fraktionsgemeinschaft FR4U zusammen. Bereits im Dezember 2024 kündigten Sophia Kilian und Julian Schreck an, diese Fraktionsgemeinschaft zu verlassen. Julian Schreck möchte ab Januar 2025 mit der SPD die Fraktionsgemeinschaft SPD/Junges Freiburg gründen, Sophia Kilian will sich ab Januar 2025 der Fraktion der Grünen anschließen und trat auch der Partei bei.

## Struktur und Programm
Der Altersdurchschnitt der Liste lag 2004 bei 21 Jahren. Zentrale Themen sind die politische Beteiligung Jugendlicher, Freiräume für Jugendliche (Jugendzentren, Skateplätze, Graffitiflächen) sowie die Situation an den Schulen. Im Gemeinderat Freiburg setzt sich Junges Freiburg zudem für die Themen Inklusion, nachhaltige Stadtentwicklung und Generationengerechtigkeit ein.
Bei den Wahlen 2014 waren Freiräume, Wohnen und die Nutzung des Augustinerplatz ein wichtiges Thema. 2019 waren Schwerpunktthemen des Wahlprogramms Digitalisierung, Subkultur, Nachhaltigkeit, Kinder- und Jugendbeteiligung, Freiräume, Wohnen, Sicherheit, Bildung. Das Durchschnittsalter der Kandidierenden lag bei 23.

### Stadträte
- Claudia Warth (geb. Herbstritt) 1999–2004
- Sven Greschbach 1999–2002
- Florian Braune 2002–2009
- Sebastian Müller 2004–2009 und 2013–2014
- Simone Pflaum 2009–2013
- Lukas Mörchen 2014–2019
- Sergio Pax (geb. Schmidt) 2014–2024
- Simon Sumbert 2019–2023[7]
- Sophia Kilian seit 2024
- Julian Schreck seit 2024